# Джон Д. Макдональд
Джон Д. Макдональд (англ. John D. (Dann) MacDonald; 24 липня 1916, Шарон, Пенсільванія, США — 28 грудня 1986, Мілвокі, Вісконсин, США) — американський письменник детективного і науково-фантастичного жанру. У багатьох його творах дія їх відбувалася у Флориді. Був одним з найуспішніших американських письменників свого часу, за кар'єру було продано близько 70 мільйонів примірників його творів. Серед його найвідоміших робіт — серія Тревіса Макгі, а також його роман «Кати» (The Executioners) 1957 року, який був фільмований під назвою «Мис страху» (Cape Fear, 1962) і перероблений у 1991 році.
У 1972 році Товариство письменників детективного жанру Америки нагородило Макдональда найвищою відзнакою — нагородою «Великий майстер» за життєві досягнення та стабільну якість. Стівен Кінг похвалив Макдональда як «великого письменника нашого століття і таємничого месмеричного казкаря». Кінгслі Еміс висловився про Макдональда, що «той за будь-якими стандартами кращий письменник, ніж Сол Беллоу, лише Макдональд пише трилери, а Беллоу — це людина-серце, тому вгадайте, хто має високі лаври».

## Біографія
Його батько, Юджин Макдональд, працював у корпорації Savage Arms. Сім'я переїхала до Утіки, штат Нью-Йорк, в 1926 році, а його батько став скарбником офісу в місцевому відділенні Savage Arms. У 1934 році Макдональда відправили до Європи на кілька тижнів, що породило у нього бажання подорожей і фотографувати. Здобув освіту в Utica Free Academy, яку закінчив у 1933 році. Його подальша освіта була в Університеті Пенсильванії, Вортоновській школі бізнесу, після чого отримав ступінь бакалавра ділового адміністрування в університеті Сиракуз, (Нью-Йорк), та магістерський ступінь у Гарвардській вищій школі бізнесу. Пізніше Макдональд вправно використав свою бізнесову та економічну освіту для створення художніх творів. Досить багато його романів або відбуваються в діловому світі, або стосуються кримінальних фінансових справ чи операцій з нерухомості. Коли Тревіс Макгі має розгадати такі схеми, він часто шукає поради у свого друга Меєра, відомого економіста.
В університеті Сиракуз він познайомився зі своєю майбутньою дружиною Дороті Прентіс. Вони одружилися в 1937 році, а наступного року Макдональд закінчив цей університет. У пари народився син Мейнард.
У 1940 році Макдональд прийняв призначення на посаду першого лейтенанта армійського корпусу. Під час Другої світової війни служив в Управлінні стратегічних служб Китайсько-Бірмансько-Індійського театру операцій. Цей регіон фігурував у багатьох його попередніх оповіданнях і романах. Він був звільнений у вересні 1945 року у званні підполковника.
Після ускладнень коронарного шунтування Макдональд впав у кому 10 грудня 1986 року. Помер 28 грудня того ж року в лікарні Сент-Мері в Мілвокі. Похований у цьому місті, на кладовищі Святого Хреста та Мавзолею.

## Творчість
Перше оповідання Макдональда, «G-Robot», опубліковане в липні 1936 року в журналі «Double Action Gang».
Після демобілізації Макдональд чотири місяці писав короткі оповідання, згенерувавши близько 800 000 слів і втративши 9 кг ваги, набирав текст по 14 годин на день, сім днів на тиждень. Він отримав сотні відмовних листів, але зрештою «Гроші на труні!» опубліковано у травневому номері журналу «Детективні історії» в 1946 році. Зрештою загалом він продав майже 500 оповідань різноманітним журналам.
Надалі він часто публікувався. Кілька разів оповідання Макдональда були єдиними у номері того чи іншого журналу, але це було приховано за допомогою псевдонімів. У період з 1946 по 1951 рік, окрім публікації понад 200 оповідань під своїм іменем, Макдональд публікував історії як Пітер Рід, Джон Фаррелл (іноді Джон Вейд Фаррелл), Скотт О'Хара, Роберт Генрі, Гаррі Райзер і Джон Лейн. Всі ці псевдоніми були скасовані до кінця 1951 року. А згодом Макдональд опублікував усі свої роботи під своїм справжнім іменем.
У 1949 році переїхав із сім'єю до Флориди, врешті оселившись у Сарасоті.
У жанрі наукової фантастики він написав кілька оповідань, три романи «Вино мрійників» (1951), «Бальний зал неба» (1952) та «Дівчина, Золотий годинник і все» (1962).
По мірі розширення продажу романів у м'якій обкладинці Макдональд успішно здійснив перехід до довшої художньої літератури своїм першим романом «Латунний кекс», опублікованим у 1950 році у видавництві «Fawcett Publication», у серії «Книги золотої медалі». У період з 1953 по 1964 рік він спеціалізувався на кримінальних трилерах, головним чином, так званого «крутого» (англ. hardboiled) жанру. Більшість із цих романів були опубліковані в м'якій обкладинці, хоча пізніше деякі з них були перевидані у твердій. Багато з них, такі як «Мертвий відлив» (1953) і «Вбивство на вітру» (1956), були записані в його домі у Флориді. Такі романи, як «Кати» (1957) (двічі екранізований як «Мис Страху», 1962 і 1991 роки), «Кінець ночі» (1960) і «Один понеділок, коли ми їх усіх вбили» (1962) стосувались вбивць-психопатів. Іноді він відходив від написання романів про злочини, щоб спробувати свої сили у заміській побутовій драмі, як у «Суперечливому задоволенні» (1954) та «Обманщиках» (1958).
Макдональду приписують те, що він один із перших писав про вплив буму нерухомості на довкілля, і його роман «Спалах зеленого» (1962) є прикладом цього. Багато пізніших авторів кримінальної літератури наслідували йому.

### Тревіс Макгі
Герої Макдональда часто були розумними, інтроспективними та (іноді) цинічними людьми. Тревіс Макгі, «консультант з порятунку» і «лицар-помилок» заробляв на життя, витягуючи здобич із крадіжок та афер, зберігаючи половину для фінансування свого «виходу на пенсію», який він брав по частках, рухаючись разом.
Усі заголовки серії містили кольоровий мнемонічний пристрій, запропонований його видавцем, щоб, коли поспішні мандрівники в аеропортах хотіли купити книгу, вони могли одразу побачити ті назви романів серії, які вони ще не читали.
У романах серії Макгі постійно змінює безліч супутниць. Йому доводиться боротися з деякими особливо неприємними лиходіями. Дія романів відбувається в екзотичних місцях у Флориді, Мексиці та Карибському басейні. Оскільки Шерлок Холмс мав добре відому адресу на Бейкер-стріту Лондоні, Макгі розмістив житло на своєму 16-метровому плавучому будинку Busted Flush, названому на честь покерної команди, яка дала йому можливість виграти цей човен . Він причалений до пристані для яхт Байя-Мар, у Форт-Лодердейл, штат Флорида.

## Твори

### Серія Тревіса Макгі
- The Deep Blue Good-by[en] (Глибоко синє прощання) (1964);
- Nightmare in Pink[en] (Кошмар у рожевому) (1964);
- A Purple Place for Dying[en] (Пурпурове місце для смерті) (1964);
- The Quick Red Fox[en] (Швидка руда лисиця) (1964);
- A Deadly Shade of Gold[en] (Смертельний відтінок золотавості) (1965);
- Bright Orange for the Shroud[en] (Яскраво помаранчевий для савана) (1965);
- Darker than Amber[en] (Темніші від бурштину) (1966);
- One Fearful Yellow Eye[en] (Одне повне жахів жовте око) (1966);
- Pale Gray for Guilt[en] (Блідо-сіре почуття провини) (1968);
- The Girl in the Plain Brown Wrapper[en] (Дівчина у звичайній коричневій обгортці) (1968);
- Dress Her in Indigo[en] (Одягни її в індиго) (1969);
- The Long Lavender Look[en] (Тривалий лавандовий погляд) (1970);
- A Tan and Sandy Silence[en] (Рудувато-коричнева мовчанка пісків) (1971);
- The Scarlet Ruse[en] (Пурпуровий обман) (1973);
- The Turquoise Lament[en] (Бірюзова тризна) (1973);
- The Dreadful Lemon Sky[en] (Жахливе лимонне небо) (1975);
- The Empty Copper Sea[en] (Порожнє мідне море) (1978);
- The Green Ripper[en] (Зелений різник) (1979);
- Free Fall in Crimson[en] (Вільне падіння в багряному) (1981);
- Cinnamon Skin[en] (Корична шкіра) (1982);
- The Travis McGee Quiz Book (Книга-вікторина Тревіса Макгі) (1984);
- The Lonely Silver Rain[en] (Самотній срібний дощ) (1995).

### Несерійні романи (крім наукової фантастики)
- The Brass Cupcake (Латунний кекс) (1950);
- Murder for the Bride (Вбивство для нареченої) (1951);
- Judge Me Not (Не судіть мене) (1951);
- Weep for Me (Плач за мною) (1951);
- The Damned (Проклятий) (1952);
- Dead Low Tide (Мертвий відлив) (1953);
- The Neon Jungle (Неонові джунглі) (1953);
- Cancel All Our Vows (Скасувати всі наші обітниці) (1953);
- All These Condemned (Усі ці засуджені) (1954);
- Area of Suspicion (У полоні підозр) (1954);
- Contrary Pleasure (Всупереч задоволенню) (1954);
- A Bullet for Cinderella (також перевидано як On the Make) (Куля для Попелюшки / На виготовленні) (1955);
- Cry Hard, Cry Fast (Плач сильно, плач швидше) (1956);
- April Evil (Квітневе зло) (1956);
- Border Town Girl / Five Star Fugitive / Linda (Дівчина з прикордонного міста / Утікачка з п'ятьма зірками / Лінда) (1956);
- Murder in the Wind / Hurricane (Вбивство на вітру / Ураган) (1956);
- You Live Once / You Kill Me (Ти живеш один раз / Ти мене вбиваєш) (1956);
- Death Trap (Смертельна пастка) (1957);
- The Price of Murder (Ціна вбивства) (1957);
- The Empty Trap (Порожня пастка) (1957);
- A Man of Affairs (Людина справ) (1957);
- The Deceivers (Ошуканці) (1958);
- Clemmie (Клеммі) (1958);
- The Executioners[en] / Cape Fear (Кати / Мис жаху) (1958);
- Soft Touch (М'який дотик) (1958);
- Deadly Welcome (Смертельний прийом) (1959);
- The Beach Girls (Пляжні дівчата) (1959);
- Please Write for Details (Будь-ласка опишіть деталі) (1959);
- The Crossroads (Перехрестя) (1959);
- Slam the Big Door (Хлопніть великими дверима) (1960);
- The Only Girl in the Game (Єдина дівчина в грі) (1960);
- The End of the Night (Кінець ночі) (1960);
- Where is Janice Gantry? (Де Джаніс Гантрі?) (1961);
- One Monday We Killed Them All (Одного понеділка ми вб'ємо їх усіх) (1961);
- A Key to the Suite (Ключ до сюїти) (1962) (нагороджений Гран-прі поліцейської літератури);
- A Flash of Green (Спалах зеленого) (1962);
- On the Run (На бігу) (1963);
- The Drowner (Потопельник) (1963);
- The Last One Left[en] (Залишився останнім) (1967);
- Condominium (Кондомініум) (1977);
- One More Sunday (Ще одна неділя) (1984);
- Barrier Island (Бар'єрний острів) (1986).

### Наукова фантастика
- Wine of the Dreamers[en] (reprinted as Planet of the Dreamers) (Вино мрійників / також Планета мрійників) (1951);
- Ballroom of the Skies[en] (Бальна зала неба) (1952);
- «The Girl, the Gold Watch & Everything» (Дівчина, золотий годинник і все) (1962);
- Other Times, Other Worlds (Інші часи, інші світи) (науково-фантастичні оповіді, вибрані Джоном Макдональдом разом з Мартіном Грінбергом) (1978);
- Time and Tomorrow (Час і завтра) (науково-фантастичні романи Макдональда, що видані раніше) (1980).

### Збірки оповідань
- End of the Tiger and Other Stories (Кінець тигра та інші оповіді) (1966);
- S*E*V*E*N (С*І*М) (1971);
- The Good Old Stuff (Старі добрі речі) (1982);
- Two (Двоє) (1983);
- More Good Old Stuff (Більше старих добрих речей) (1984);

### Антологія
- The Lethal Sex (Смертельний секс) (антологія кримінальних оповідань, які зредагував Джон Д. Макдональд) (1959).

### Нехудожні твори
- The House Guests (Гості будинку) (1965);

## Екранізації
- 1970 : «Темніші від бурштину»[en] / (Darker than Amber) — режисер Роберт Клаус[en]